# Herbert Mackworth, 1. Baronet

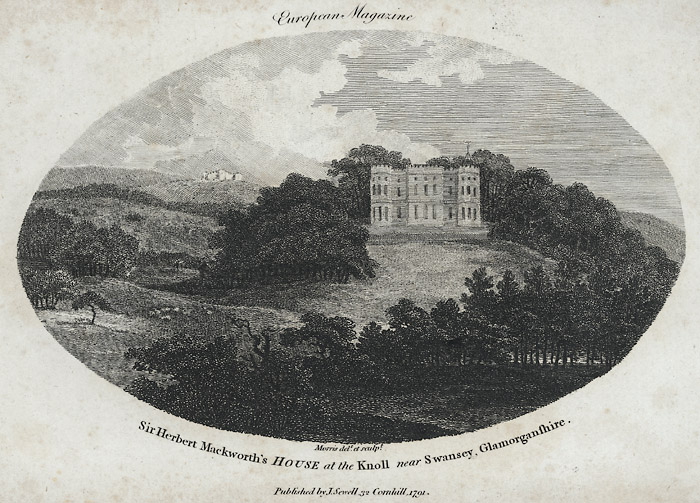
Gnoll House, der von Mackworth erweiterte Familiensitz bei Neath. Abbildung von 1791

Sir Herbert Mackworth, 1. Baronet FRS (* 1. Januar 1737; † 25. Oktober 1791) war ein britischer Politiker, Industrieller und Adliger. 

## Leben
Herbert Mackworth war der einzige Sohn von Herbert Mackworth und von Juliana Digby, einer Tochter von William Digby, 5. Baron Digby. Er besuchte 1748 die Westminster School und studierte ab 1753 am Magdalen College in Oxford, wo er 1757 einen Abschluss als Bachelor of Arts machte. Zudem studierte er 1754 am Lincoln’s Inn, wo er 1759 als Barrister zugelassen wurde. 1760 erwarb er in Oxford einen Abschluss als Master. Nach dem Tod seines Vaters im August 1765 erbte er dessen Besitzungen, vor allem die Kupferhütte Gnoll Copper Company und Kohlebergwerke bei Neath. Er weitete den Kohlebergbau aus, daneben gründete er eine lokale Bank. Als Nachfolger seines Vaters war er Anfang Januar 1766 mit Unterstützung von John Stuart, dem späteren Marquess of Bute und Herrn von Cardiff Castle, als Abgeordneter für Cardiff in britische House of Commons gewählt. Er war ein fraktionsloser Abgeordneter, der sich in zahlreichen Ausschüssen engagierte, dabei jedoch auch oft die Regierung unterstützte. Er blieb bis 1790 Abgeordneter, so dass der Wahlkreis Cardiff 51 Jahre lang ununterbrochen von Vater und Sohn Mackworth vertreten wurde, bis Herbert Mackworth bei der Unterhauswahl von 1790 zugunsten von John Stuart, Viscount Mount Stuart, dem ältesten Sohn des Marquess of Bute, auf eine erneute Kandidatur verzichten musste. 
Von 1776 bis 1778 ließ er seinen Wohnsitz Gnoll House bei Neath um einen Nord- und einen Südflügel erweitern. Er war Fellow der Royal Society und wurde am 16. September 1776 zum Baronet, of the Gnoll in the County of Glamorgan, erhoben, daneben bekleidete er den Rang eines Colonel der Miliz von Glamorgan. Er starb 1791 an einer Blutvergiftung.

## Familie und Nachkommen
Am 13. Mai 1761 heiratete er Elizabeth Trefusis, eine Tochter von Robert Cotton Trefusis aus Cornwall, mit der er mehrere Kinder hatte, darunter:
- Elizabeth Anne Mackworth ⚭ Francis Drake (1764–1821);
- Sir Robert Humphrey Mackworth, 2. Baronet (1764–1794);
- Sir Digby Mackworth, 3. Baronet (1766–1838).

Sein Erbe wurde sein ältester Sohn Robert, der 1794 ohne Nachkommen starb, so dass sein Titel an seinen zweiten Sohn Digby überging.